# Attagenus sericeus
Attagenus sericeus là một loài bọ cánh cứng trong họ Dermestidae. Loài này được Guérin-Méneville miêu tả khoa học năm 1844.